# Афанасьевская улица (Санкт-Петербург)
Афана́сьевская улица —  улица в исторических районах Озерки и Коломяги. Проходит от Большой Десятинной улицы до Новоколомяжского проспекта, затем поворачивает под углом и выходит к продолжению Репищевой улицы.

## Происхождение названия
Название улицы возникло в 1890-е годы и происходит от фамилии владельца водолечебницы доктора В. И. Афанасьева.

## Особенности трассировки
Изгиб появился при перепланировке части района в 1992 году; до этого улица была прямой и начиналась от Большой Десятинной юго-западнее, чем сейчас. Участок северо-западнее Озерковского проспекта присоединён к улице 8 октября 2007 года.

## Транспорт
Ближайшая к Афанасьевской улице станция метро — «Озерки» 2-й (Московско-Петроградской) линии.